# Adrien Mougel
Pour les articles homonymes, voir Mougel.
Adrien Mougel, né le 4 février 1988 à Remiremont dans le département des Vosges, est un fondeur français.

## Carrière
Adrien Mougel fait ses débuts en ski de fond au ski club La Bressaude de La Bresse dans le département des Vosges où il réside dans sa jeunesse.
Il commence la compétition en février 2005 à Schilpario en Italie lors de la Coupe alpine de ski de fond et prend la 83e place au sprint. Il fait ses débuts en Coupe du monde de ski de fond en décembre 2008 à La Clusaz, où il termine à la 69e place dans la course de départ en groupe de 30 km. À l'Universiade d'hiver de 2009, il arrive à la 21e place.
En mars 2010 lors de la Coupe Alpine à La Féclaz dans le département de la Savoie, il atteint la 3e place et son premier podium dans la course de départ en masse. 
Lors de la saison 2011-2012, il arrive parmi les dix premiers lors de quatre compétition, dont la 3e place à Arvieux dans le département français des Hautes-Alpes sur 10 km en style libre et à la 10e place au classement général de la Coupe Alpine.
La saison suivante, il arrive sept fois dans le top 10 dans la Coupe Alpine. Il termine 3e à Rogla en Slovénie sur l'épreuve de 3,75 km en style libre et remporte la 10e place au classement général.
En février 2013, il termine 2e de la Transjurassienne sur 76 km en style libre et remporte la Foulée blanche.
Le mois suivant, il marque son premier et unique point de la Coupe du monde dans le sprint intermédiaire dans la course de départ en groupe de 50 km à Oslo en Norvège, qu'il termine à la 52e place.
À l'été 2013, il remporte la Coupe du Monde de rollerski à Pontarlier dans l'épreuve de montagne de 5 km. À partir de la saison 2014/2015, il participe à la coupe Worldloppet (marathon à ski). Il termine 5e de la saison 2014/2015, 6e de la saison 2015/2016 et 5e de la saison 2016/2017 au classement général. 
En janvier 2015, il obtient la 3e place et en janvier 2018 la 1re place au Dolomitenlauf en Autriche.
Il a résidé à La Bresse dans les Vosges, puis à La Cure, village français de la commune des Rousses dans le département du Jura, ainsi qu'à Lajoux dans le département français du Jura.

## Palmarès

### Championnats de France
Champion de France Elite :
- Mass-Start : 2013